# Alexandre-Mathurin Pêche
Pour les articles homonymes, voir Pêche.
Alexandre-Mathurin Pêche, né le 24 septembre 1872 dans le 14e arrondissement de Paris et mort le 5 avril 1957 à Colombes (Hauts-de-Seine), est un peintre et sculpteur français.

## Biographie
Alexandre-Mathurin Pêche est l'élève d'Aimé Millet, d'Augustin-Jean Moreau-Vauthier, de Gautier et de Thomas à l'École des beaux-arts de Paris. En 1898, il dirige les travaux d'art d'une fonderie de bronze à Auray. Il rentre à Paris en 1900 et collabore à la décoration du palais du génie civil pour l'Exposition universelle. À cette époque, son atelier se trouve à Montparnasse, 14, avenue du Maine. Il est reçu membre de la Société des artistes français en 1904. Il est également membre de la Fondation Taylor.
Il obtient les palmes académiques en 1935.
Pêche réside à Colombes de 1912 à 1955.

## Œuvres dans les collections publiques
- Albi : Monument à Jeanne d'Arc, 1899, fondu par la fonderie de Tusey[4].
- Chaume : Monument au maréchal de Foix.
- Levallois-Perret, jardins de l'hôtel de ville : Bacchus et les Silènes.
- Paris :
  - bibliothèque Sainte-Geneviève : Buste d'Isaac Newton, 1907.
  - faculté de pharmacie : Buste de Moisan, chimiste.
  - musée Galliéra : Résignation, médaille de 3e classe de la ville de Paris.
  - musée d'Orsay : Phèdre, statue en plâtre[5].
  - Petit Palais : Buste de Gabriel, 1908.
  - théâtre du Châtelet, foyer : Sarah Bernhard dans le rôle de Phèdre.

## Salons
- 1895 : Viala.
- 1902 : Monument à Jeanne d'Arc.
- 1904 : Pandore.
- 1906 : Pêcheuse de Marken.